# Fabio Vettori
Fabio Vettori (Trento, 4 luglio 1957) è un disegnatore italiano.

## Biografia
La passione di Vettori per l'illustrazione risale ai tempi dei suoi studi da geometra. Nel 1972 inizia a essere attratto dal soggetto delle formiche, che diventerà presto la sua cifra stilistica. Le formiche, in effetti, consentivano di coniugare l'interesse di Vettori per il dettaglio con la possibilità di moltiplicare i personaggi all'interno di una stessa scena.
Dopo aver partecipato nel 1981 ad un primo concorso di grafica, nel 1982 Vettori allestisce la sua prima mostra personale. Negli anni seguenti il successo dell'idea alla base delle sue raffigurazioni indusse Vettori a iniziare la commercializzazione di poster e biglietti d'auguri raffiguranti le formiche. Nel 1995 fonda a Trento un'impresa finalizzata proprio alla distribuzione del merchandising correlato alla sua produzione artistica e nel 2004 apre un primo negozio monomarca. Nel frattempo  il suo catalogo si è arricchito di nuovi soggetti e articoli
Dal 2000 Fabio Vettori fa parte del Consorzio Artigiano Artistico e di Qualità Trentino, che si occupa della promozione e commercializzazione dei prodotti artigianali trentini. Nel 2003 ha pubblicato il suo primo libro "Un Mondo di Formiche", nel quale racconta il mondo fantastico delle sue formiche attraverso illustrazioni e parole, in collaborazione con il critico Maurizio Scudiero. Nel 2009 realizza per Mariella Nava il video del suo nuovo singolo Sorridi sorridi dove Mariella interagisce con le sue formiche.
Nel 2016 ha realizzato un'opera per la prestigiosa Scuola Militare Nunziatella, da cui sono state tratte 229 litografie  a tiratura limitata.